# Nati nel 1924/Giugno
| Questa pagina contiene informazioni ricavate automaticamente dalle voci biografiche con l'ausilio del template Bio e di un bot. L'aggiornamento è periodico e automatico e ricostruisce completamente la pagina. Se manca una persona in questa lista, sei pregato di non aggiungerla, ma accertati piuttosto che la sua voce biografica contenga il template Bio e che i dati anagrafici siano correttamente compilati. Se il template Bio manca, inseriscilo tu stesso o, in alternativa, metti l'avviso {{tmp\|Bio}} che ne segnala la mancanza. Se i dati riportati sono sbagliati, correggi direttamente la voce biografica; le modifiche saranno visibili in questa lista entro pochi giorni. Per chiarimenti vedi il progetto biografie. La lista contiene solo le 177 persone che sono citate nell'enciclopedia e per le quali è stato implementato correttamente il template Bio. Pagina aggiornata al 18 ago 2025. |

- 1º giugno - Salvatore Buscema, magistrato italiano († 2014)
- 1º giugno - Sergio Chellini, calciatore italiano
- 1º giugno - Helen Hadsell, scrittrice statunitense († 2010)
- 1º giugno - Robert I. Levy, antropologo e psichiatra statunitense († 2003)
- 1º giugno - Hal McKusick, sassofonista e clarinettista statunitense († 2012)
- 1º giugno - Ignazio Mineo, politico italiano († 1984)
- 1º giugno - Giuseppe Salvarezza, militare e partigiano italiano († 1944)
- 1º giugno - William Stevenson, scrittore e giornalista canadese († 2013)
- 2 giugno - Peter Halliday, attore gallese († 2012)
- 2 giugno - Ahmed Mihoubi, calciatore francese († 2004)
- 2 giugno - Al Ruscio, attore statunitense († 2013)
- 2 giugno - József Verbényi, cestista ungherese († 2014)
- 3 giugno - Bruno Aragosti, musicista e arrangiatore italiano († 2014)
- 3 giugno - Ken Armstrong, allenatore di calcio e calciatore inglese († 1984)
- 3 giugno - Jimmy Casella, giocatore di poker statunitense († 1976)
- 3 giugno - Colleen Dewhurst, attrice canadese († 1991)
- 3 giugno - Albert Dubreucq, calciatore francese († 1995)
- 3 giugno - Herk Harvey, regista, attore e regista statunitense († 1996)
- 3 giugno - Bruno Mazza, allenatore di calcio e calciatore italiano († 2012)
- 3 giugno - Lucio Parenzan, cardiochirurgo italiano († 2014)
- 3 giugno - Jimmy Rogers, cantante e chitarrista statunitense († 1997)
- 3 giugno - Torsten Wiesel, medico e neuroscienziato svedese
- 4 giugno - Ettore Chimeri, pilota automobilistico italiano († 1960)
- 4 giugno - Giancarlo Cocchia, pittore italiano († 1987)
- 4 giugno - Pietro D'Ambrosio, politico, insegnante e scrittore italiano († 2006)
- 4 giugno - Colin Stanley Gum, astronomo australiano († 1960)
- 4 giugno - Rolando Ugolini, calciatore italiano († 2014)
- 4 giugno - Dennis Weaver, attore statunitense († 2006)
- 4 giugno - Heinz Westphal, politico tedesco († 1998)
- 5 giugno - Carlo Bacarelli, giornalista e telecronista sportivo italiano († 2010)
- 5 giugno - Corrado Blasetti, fumettista italiano († 2011)
- 5 giugno - Geoffrey Chew, fisico statunitense († 2019)
- 5 giugno - Art Donovan, giocatore di football americano statunitense († 2013)
- 5 giugno - Alberto Tenenti, storico italiano († 2002)
- 6 giugno - Vittorio Blandino, partigiano italiano († 2009)
- 6 giugno - Gil Cuppini, batterista e direttore d'orchestra italiano († 1996)
- 6 giugno - Alberto Delfrati, allenatore di calcio e calciatore italiano († 1990)
- 6 giugno - Gunnar Brunvoll, impresario teatrale norvegese († 1999)
- 6 giugno - Manuel Machuca, calciatore cileno († 1985)
- 6 giugno - Göran Malmqvist, linguista, traduttore e sinologo svedese († 2019)
- 6 giugno - Robert Niederkirchner, calciatore tedesco († 1995)
- 6 giugno - Radovan Richta, filosofo cecoslovacco († 1983)
- 7 giugno - Lido Galletto, partigiano e storico italiano († 2011)
- 7 giugno - Dolores Gray, attrice e cantante statunitense († 2002)
- 7 giugno - Vincenzo Rossi, scrittore e poeta italiano († 2013)
- 8 giugno - Sheldon Allman, attore statunitense († 2002)
- 8 giugno - Giuseppe Brighenti, politico, partigiano e sindacalista italiano († 1996)
- 8 giugno - Billy Dawe, hockeista su ghiaccio canadese († 2013)
- 8 giugno - Jean Levavasseur, schermidore francese († 1999)
- 8 giugno - Tamara Moiseeva, cestista sovietica
- 8 giugno - Giuseppe Ennio Odino, partigiano e ciclista su strada italiano († 2014)
- 8 giugno - Luigi Vanzi, regista italiano († 1992)
- 8 giugno - Phili Viehoff, politica olandese († 2015)
- 9 giugno - Jim Barnett, imprenditore statunitense († 2004)
- 9 giugno - Tony Britton, attore britannico († 2019)
- 9 giugno - Rose Marie Eggmann, pittrice svizzera († 2001)
- 9 giugno - Leo Nomellini, giocatore di football americano e wrestler italiano († 2000)
- 9 giugno - Nanni Tamma, attore italiano († 2014)
- 10 giugno - Hans Bangerter, dirigente sportivo svizzero († 2022)
- 10 giugno - Bernard Borderie, regista francese († 1978)
- 10 giugno - Luca Cicolella, giornalista e scrittore italiano († 1986)
- 10 giugno - Emil Folta, calciatore cecoslovacco († 1992)
- 10 giugno - Elio Giangreco, ingegnere italiano († 2008)
- 10 giugno - Eugenio Porta, avvocato italiano († 2007)
- 11 giugno - Sergio Toigo, ciclista su strada e ciclocrossista italiano († 2015)
- 12 giugno - Raffaele Allocca, politico italiano († 1995)
- 12 giugno - George H. W. Bush, politico, diplomatico e imprenditore statunitense († 2018)
- 12 giugno - Diego Carpitella, antropologo, etnomusicologo e regista italiano († 1990)
- 12 giugno - Robert Cowell, nuotatore statunitense († 1960)
- 12 giugno - Nino Giuffrida, pittore italiano († 2015)
- 12 giugno - Victor Jörgensen, pugile danese († 2001)
- 12 giugno - Alberto La Rocca, carabiniere italiano († 1944)
- 12 giugno - June Mendoza, pittrice australiana († 2024)
- 12 giugno - Park Kyu-chung, calciatore sudcoreano († 2000)
- 12 giugno - Jacques Pras, ciclista su strada francese († 1992)
- 12 giugno - Johan Runge, sollevatore danese († 2005)
- 13 giugno - Bronisław Baczko, storico della filosofia polacco († 2016)
- 13 giugno - César Ruminski, calciatore francese († 2009)
- 14 giugno - James W. Black, farmacologo britannico († 2010)
- 14 giugno - Arthur Erickson, architetto canadese († 2009)
- 14 giugno - Antonin Sočnev, calciatore sovietico († 2012)
- 15 giugno - Benigno De Grandi, calciatore, allenatore di calcio e dirigente sportivo italiano († 2014)
- 15 giugno - Hédi Fried, scrittrice rumena († 2022)
- 15 giugno - Girolamo La Penna, politico italiano († 2005)
- 15 giugno - Armando Lambruschini, ammiraglio argentino († 2004)
- 15 giugno - Vittorio Orefice, giornalista italiano († 1998)
- 15 giugno - Ezer Weizman, politico e generale israeliano († 2005)
- 16 giugno - Ignazio Colnaghi, attore, doppiatore e pubblicitario italiano († 2017)
- 16 giugno - Faith Domergue, attrice statunitense († 1999)
- 16 giugno - Bess Myerson, modella statunitense († 2014)
- 16 giugno - Idries Shah, scrittore britannico († 1996)
- 16 giugno - Freimut Stein, pattinatore artistico su ghiaccio tedesco († 1986)
- 16 giugno - Lucky Thompson, sassofonista e compositore statunitense († 2005)
- 16 giugno - Karl-Heinz Wohlfahrt, calciatore tedesco orientale († 1983)
- 17 giugno - Brianna Carafa, scrittrice italiana († 1978)
- 17 giugno - Edward Downes, direttore d'orchestra inglese († 2009)
- 17 giugno - Gotthold Gloger, scrittore, pittore e sceneggiatore tedesco († 2001)
- 17 giugno - Keith Larsen, attore statunitense († 2006)
- 17 giugno - Rune Larsson, ostacolista e velocista svedese († 2016)
- 17 giugno - Ego Spartaco Meta, politico e antifascista italiano († 2012)
- 17 giugno - Odie Spears, cestista statunitense († 1985)
- 17 giugno - Gaetano Vellani, calciatore italiano († 1996)
- 18 giugno - François Caradec, scrittore, biografo e fumettista francese († 2008)
- 18 giugno - William Humphrey, scrittore statunitense († 1997)
- 18 giugno - George Mikan, cestista, allenatore di pallacanestro e dirigente sportivo statunitense († 2005)
- 18 giugno - Gianni Savoldi, politico italiano († 2001)
- 18 giugno - Renia Spiegel, scrittrice polacca († 1942)
- 18 giugno - Liesbeth den Uyl, attivista, pubblicista e politica olandese († 1990)
- 19 giugno - Cini Boeri, architetto e designer italiana († 2020)
- 19 giugno - Vasil' Bykov, scrittore sovietico († 2003)
- 19 giugno - Erkki Kataja, astista finlandese († 1969)
- 19 giugno - Ray Noorda, imprenditore statunitense († 2006)
- 19 giugno - Orlando Rondini, pallonista italiano († 2002)
- 19 giugno - Anneliese Rothenberger, soprano tedesco († 2010)
- 19 giugno - Augusto Tretti, regista, sceneggiatore e attore italiano († 2013)
- 20 giugno - Chet Atkins, chitarrista, compositore e produttore discografico statunitense († 2001)
- 20 giugno - Rainer Barzel, politico tedesco († 2006)
- 20 giugno - Sergio Guzmán, ostacolista e velocista cileno († 2016)
- 20 giugno - Norberto Höfling, dirigente sportivo, allenatore di calcio e calciatore rumeno († 2005)
- 20 giugno - Fritz Koenig, scultore tedesco († 2017)
- 20 giugno - Flavio Nicolini, sceneggiatore, scrittore e poeta italiano († 2015)
- 20 giugno - Mihály Uram, calciatore ungherese
- 21 giugno - Aman Mikael Andom, politico e generale etiope († 1974)
- 21 giugno - Lamberto Bartolucci, generale e aviatore italiano († 2020)
- 21 giugno - Mario Galbusera, imprenditore italiano († 2018)
- 21 giugno - Dale Hall, cestista, giocatore di football americano e allenatore di pallacanestro statunitense († 1996)
- 21 giugno - Pontus Hultén, storico dell'arte svedese († 2006)
- 21 giugno - Ricardo Infante, calciatore argentino († 2008)
- 21 giugno - Jean Laplanche, filosofo, psicologo e scrittore francese († 2012)
- 21 giugno - Marga López, attrice argentina († 2005)
- 22 giugno - Dorothy Bohm, fotografa britannica († 2023)
- 22 giugno - István Szobel, calciatore e allenatore di calcio ungherese
- 22 giugno - Géza Vermes, storico delle religioni ungherese († 2013)
- 23 giugno - Enea Balmas, francesista, critico letterario e lessicografo italiano († 1994)
- 23 giugno - Jaroslav Balík, regista e sceneggiatore cecoslovacco († 1996)
- 23 giugno - Renzo Giovampietro, attore e regista teatrale italiano († 2006)
- 23 giugno - Kamala Markandaya, scrittrice e giornalista indiana († 2004)
- 23 giugno - Ranasinghe Premadasa, politico singalese († 1993)
- 23 giugno - Şehzade Bayezid Osman, principe ottomano († 2017)
- 23 giugno - Arno Stern, educatore tedesco († 2024)
- 24 giugno - Kurt Furgler, politico svizzero († 2008)
- 24 giugno - Gianni Toti, poeta, artista e giornalista italiano († 2007)
- 24 giugno - János Urányi, canoista ungherese († 1964)
- 25 giugno - Mohamed Benhima, politico marocchino († 1992)
- 25 giugno - Costante Bernardini, calciatore e cestista italiano († 2001)
- 25 giugno - Mario Cassurino, partigiano italiano († 1944)
- 25 giugno - Sidney Lumet, regista, produttore cinematografico e sceneggiatore statunitense († 2011)
- 25 giugno - Francesco Pocchiari, chimico e farmacologo italiano († 1989)
- 25 giugno - Cesare Riboldi, partigiano italiano († 1945)
- 26 giugno - Kostas Axelos, filosofo francese († 2010)
- 26 giugno - Richard Bull, attore statunitense († 2014)
- 26 giugno - Greta Ferušić, superstite dell'Olocausto bosniaca († 2022)
- 26 giugno - Giovanni Giudici, poeta e giornalista italiano († 2011)
- 26 giugno - Gregorio Gómez, calciatore messicano († 1988)
- 26 giugno - Juan González Gómez, calciatore messicano († 2009)
- 26 giugno - Art Jackes, altista canadese († 2000)
- 26 giugno - Myroslav Marusyn, arcivescovo cattolico ucraino († 2009)
- 26 giugno - Dermot Ryan, arcivescovo cattolico irlandese († 1985)
- 26 giugno - Mario Tchou, ingegnere e informatico italiano († 1961)
- 26 giugno - Angelo Tomelleri, politico italiano († 1985)
- 27 giugno - Rosalie Allen, cantautrice, musicista e conduttrice televisiva statunitense († 2003)
- 27 giugno - Augusto Capolino, calciatore italiano
- 27 giugno - Nino Di Salvatore, artista italiano († 2001)
- 27 giugno - Gino Giaroli, allenatore di calcio e calciatore italiano († 1991)
- 27 giugno - Ed Peterson, cestista statunitense († 1984)
- 27 giugno - Mario Tacconi, calciatore italiano
- 28 giugno - Danilo Dolci, sociologo, poeta e educatore italiano († 1997)
- 29 giugno - Vincenzo Baldassi, politico, giornalista e partigiano italiano († 2012)
- 29 giugno - Cid Corman, poeta, traduttore e editore statunitense († 2004)
- 29 giugno - Roby Guareschi, cantante e batterista italiano
- 29 giugno - Ezra Laderman, compositore statunitense († 2015)
- 29 giugno - Jurij Nyrkov, calciatore sovietico († 2005)
- 29 giugno - Piero Perin, scultore, medaglista e pittore italiano († 2008)
- 30 giugno - Françoise Adnet, pittrice francese († 2014)
- 30 giugno - Maino Neri, allenatore di calcio e calciatore italiano († 1995)
- 30 giugno - James M. Robinson, biblista e teologo statunitense († 2016)
- 30 giugno - Flo Sandon's, cantante italiana († 2006)